# 堆垒数论
在数论中，堆垒数论（additive number theory）也稱為堆疊數論或加性數論，研究整數的子集合，以及其在加法下的特性。堆垒数论的領域也包括對於有加法的阿贝尔群及交換半群的研究。堆垒数论和組合数论及几何数论有密切的關係。其中主要研究的二個物件分別是阿贝尔群G中二個子集A及B的和集
{\displaystyle A+B=\{a+b:a\in A,b\in B\}},
以及A的h重和集
{\displaystyle hA={\underset {h}{\underbrace {A+\cdots +A} }}.}
有二個主要的子領域，描述如下。

## 堆垒数论
此領域主要關注整數的直接問題，也就是由A的結構來判斷hA的結構。例如假設A是個固定的子集，判斷哪些元集可以表示為hA的和。此領域有二個經典的問題，一個是哥德巴赫猜想（猜想2P包括了所有大於2的偶數，其中P為質數）以及華林問題（確認h要多大才能確保hAk包括所有正整數，其中 
{\displaystyle A_{k}=\{0^{k},1^{k},2^{k},3^{k},\ldots \}}
是k次方的集合）。其中許多問題都使用了源自哈代-李特爾伍德圓法及筛法的工具。例如Vinogradov證明了每一個夠大的奇數都可以表示為三個質數的和，以及所有夠大的偶數都可以表示都可以表示為四個質數的和。希爾伯特證明，對於每一個大於1的整數k，每一個非負整數都是有限個k次方數的和。一般而言，非負整數的集合A，若可以讓hA包括所有的正整數，A會稱為h階的基底（basis of order h），若hA包括所有夠大的整數，A會稱為漸近基底（asymptotic basis）。許多近期的研究是關注有限階漸近基底的一般特性。例如，若集合A是h階漸近基底，而集合A的真子集都不是h階漸近基底，則集合A稱為h階的最小漸近基底。而埃尔德什-图兰堆垒基猜想也是有關漸近基底的猜想。

## 加性組合學
第二個領域主要是關注反問題，多半是和多個比整數範圍要廣的群有關，假設已知A+B sumset的資訊，目的是要找到個別集合A和B的資訊。（最近此子領域常用的名稱為加性組合學）。和上述有關基底的問題不同，此領域處理的多半是有限個子集而不是無限個。典型的問題是二個子集的sumset有很小的势（和|A|和|B|相比），二個子集有什麼樣的結構。在整數的例子中，經典的Freiman問題用多維算術級數提供了有力的部分答案。另一個典型的問題是要將|A+B|的下限以|A|和|B|來表示。這類問題的例子有Erdős–Heilbronn猜想（針對restricted sumset）及柯西–達文波特定理。用來解決這類問題的方式來自各數學領域，例如組合學、遍历理论、分析、图论、群论、線性代數及多項式法。

## 外部連結
- Hazewinkel, Michiel (编), , , Springer, 2001, ISBN 978-1-55608-010-4
- 埃里克·韦斯坦因. . MathWorld.